# Upper Dunsforth
Upper Dunsforth – osada w Anglii, w North Yorkshire. Upper Dunsforth jest wspomniana w Domesday Book (1086) jako Doneforde/Dunesford/Dunesforde.